# Johann Robeck
Johann Robeck (Kalmar, 1672 – Bremen, 1735) was een Zweedse theoloog, en zelfmoord-apologeet.
Robeck verwierf vooral bekendheid met de publicatie van zijn studie 'Exercitatio philosophica' ter verdediging van het vrijwillig mogen plegen van zelfmoord. Deze apologetische theorie over de zelfdood was gestoeld op het stoïcisme en had veel invloed op onder anderen Voltaire, die net als Robeck, verschillende publicaties over de verdedigbaarheid van zelfmoord op zijn naam bracht, en de Zweedse professor in zijn roman Candide lovend noemde. 
Over het leven van Robeck is over het algemeen weinig bekend. Hij werkte een periode als docent in Duitsland en kreeg in 1727 van de kerkelijke overheid toestemming om zich in Hamburg aan het priesterschap te wijden. 
Schrijver en suïcidoloog Jeroen Brouwers wijdde een essay aan hem in diens bundel De Zwarte Zon. Robeck pleegde zelfmoord in 1735 in Bremen door zich te verdrinken in de rivier de Wezer.
- Bibliothèque nationale de France: cb13560045n (data)
- Gemeinsame Normdatei: 116575735
- International Standard Name Identifier: 0000 0000 0966 8307
- Nederlandse Thesaurus van Auteursnamen: 243898649
- Système universitaire de documentation: 071410708
- Virtual International Authority File: 32164141
- WorldCat: E39PBJj4xpypgF37VJH6hgDcyd